# Metrosideros longipetiolata
Metrosideros longipetiolata är en myrtenväxtart som beskrevs av J.W.Dawson. Metrosideros longipetiolata ingår i släktet Metrosideros och familjen myrtenväxter. Inga underarter finns listade i Catalogue of Life.